# Antoni Vèrnia
Antoni Vèrnia (Montblanc ?, fl. 1540-1604) va ser un mestre de cases català.
Segons Fidel de Moragas, va néixer a Montblanc. Altres fonts -Gener Gonzalvo i Miquel Àngel Farré- consideren que el seu origen possiblement és valencià.
El 1540 consta documentat a Cretes; nou anys més tard (1549), també s'hi registra un “Antoni Bernaria”. Juan Luis Camps, Joan-Hilari Muñoz i Joan Yeguas plantegen que hauria ajudat Domingo Vilanova en la construcció de l’ermita de la Verge de la Misericòrdia del municipi aragonès.
El 1556 compra una casa al carrer major de Verdú, on el 1572 es compromet a construir una escala amb balustre del castell. En el contracte firmat amb l’abat de Poblet Joan de Guimerà es compromet a emmirallar-se en l’escalinata que prèviament havia fet al palau-castell de Santa Coloma de Queralt, i també prendre com a model l’escala del castell de Ciutadella.
Vèrnia residia a Valls el 1577, quan és contractat com a professor de “damnificatoria et arquitectoria” del jove Pere Marçal.
També s'ha atribuït a Vèrnia el sepulcre de Gispert de Guimerà, una escultura procedent de la desapareguda església conventual de la Nostra Senyora del Roser de Ciutadella, des del 1933 custodiada al Museu Nacional d’Art de Catalunya, que la data entre 1582 i 1587.
L’última referència sobre Vèrnia es remunta a 1604, aquest any firma un conveni amb el monestir de Poblet pel qual adquireix un terreny en el terme de Castellserà.